# ولیکیا دوبورن
ولیکیا دوبورن (به لاتین: Velyka Dobron) یک روستا در اوکراین است که در استان زاکارپیتا واقع شده‌است.